# OQ-18靶機
OQ-18是一款於1945年為美國陸軍航空軍研製的縮比例遙控飛行原型機。

## 發展
OQ-18是一款短航時無人機，同時體型比其他OQ系列的無人機更大。該機於1945年建造完成並交由美國陸軍航空軍進行測試，但從未進入量產。